# Боисано
Боисано (итал. Boissano) је насеље у Италији у округу Савона, региону Лигурија.
Према процени из 2011. у насељу је живело 2184 становника. Насеље се налази на надморској висини од 131 м.

## Становништво
| 1931. | 1936. | 1951. | 1961. | 1971. | 1981. | 1991. | 2001. | 2011. |
| ----- | ----- | ----- | ----- | ----- | ----- | ----- | ----- | ----- |
| 260   | 284   | 257   | 284   | 532   | 1.362 | 1.835 | 2.061 | 2.437 |